# Heinrich Mann-priset
Heinrich Mann-priset är ett litterärt pris som delats ut sedan 1953 av Akademie der Künste i Berlin (tidigare Akademie der Künste der DDR). Under DDR-tiden gavs priset till skönlitterära författare, men idag prisas essäistik. 2020 var prissumman 10 000 euro.

## Mottagare (urval)
- Wolfgang Harich, 1953
- Stefan Heym, 1953
- Franz Fühmann, 1956
- Heiner Müller, 1959
- Günter Kunert, 1962
- Christa Wolf, 1963
- Günter de Bruyn, 1964
- Johannes Bobrowski, 1965
- Brigitte Reimann, 1965
- Peter Weiss, 1966
- Jurek Becker, 1971
- Ulrich Plenzdorf, 1973
- Volker Braun, 1980
- Peter Hacks, 1981
- Christoph Hein, 1982
- Helga Königsdorf, 1985
- Luise Rinser, 1987
- Dubravka Ugrešić, 2000
- Götz Aly, 2002
- Hanns Zischler, 2009
- Robert Menasse, 2013
- Adam Zagajewski, 2015